# آلیپوژن تیپارووک

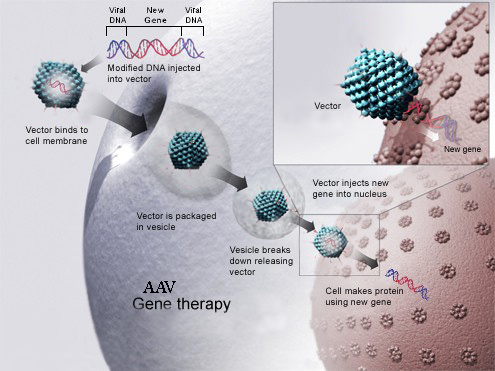
ژن درمانی با استفاده از «ویروس مرتبط با آدنو» (AAV). یک ژن جدید را با استفاده از پوستهٔ پروتئینی این ویروس بداخل سلول تزریق می‌کنند. این ژن پس از استقرار در هسته، شروع به تولید پروتئین سالم و کارآمد می‌کند و بیماری درمان می‌شود.

آلیپوژن تیپارووک (انگلیسی: Alipogene tiparvovec؛ تلفظ انگلیسی: آلیپوجین تیپاروُوِک) که با نام تجاری «Glybera» هم شناخته می‌شود، یکی از داروهای ویژهٔ ژن‌درمانی است که در درمان بیماری نادر «کمبود لیپوپروتئین لیپاز» (LPLD) به کار می‌رود. این بیماریِ بسیار نادر ژنتیکی می‌تواند منجر به پانکراتیت شدید شود و میزان شیوع آن ۱ تا ۲ در میلیون است.
در ژوئیه ۲۰۱۲ میلادی، «انجمن داروی اروپا» (EMA) پیشنهاد داد تا این دارو جهت ژن‌درمانی مورد تأیید قرار گیرد که در واقع، نخستین توصیهٔ تأیید برای ژن‌درمانی محسوب می‌شد. کمیسیون اروپا این پیشنهاد را در نوامبر ۲۰۱۲ میلادی پذیرفت و آن را تأیید کرد.
یک دورهٔ درمانی با این دارو در سال ۲۰۱۲ میلادی، در حدود ۱٫۶ میلیون دلار آمریکا و در سال ۲۰۱۵ میلادی در حدود ۱ میلیون دلار آمریکا هزینه داشت که تا آن هنگام، گران‌ترین داروی دنیا محسوب می‌شد.
تا سال ۲۰۱۶ میلادی، فقط یک‌نفر تحت درمان با این داروی گران قرار گرفته بود.
در آوریل ۲۰۱۷ میلادی شرکت سازندهٔ این داروی کم‌کاربرد اعلام کرد که به دلیل عدم نیاز بازار، دیگر مجوز بازاریابی آن را در اروپا تمدید نخواهد کرد. این دارو در سال ۲۰۱۲ میلادی در اروپا، تأیید شده بود.